# Y Gododdin

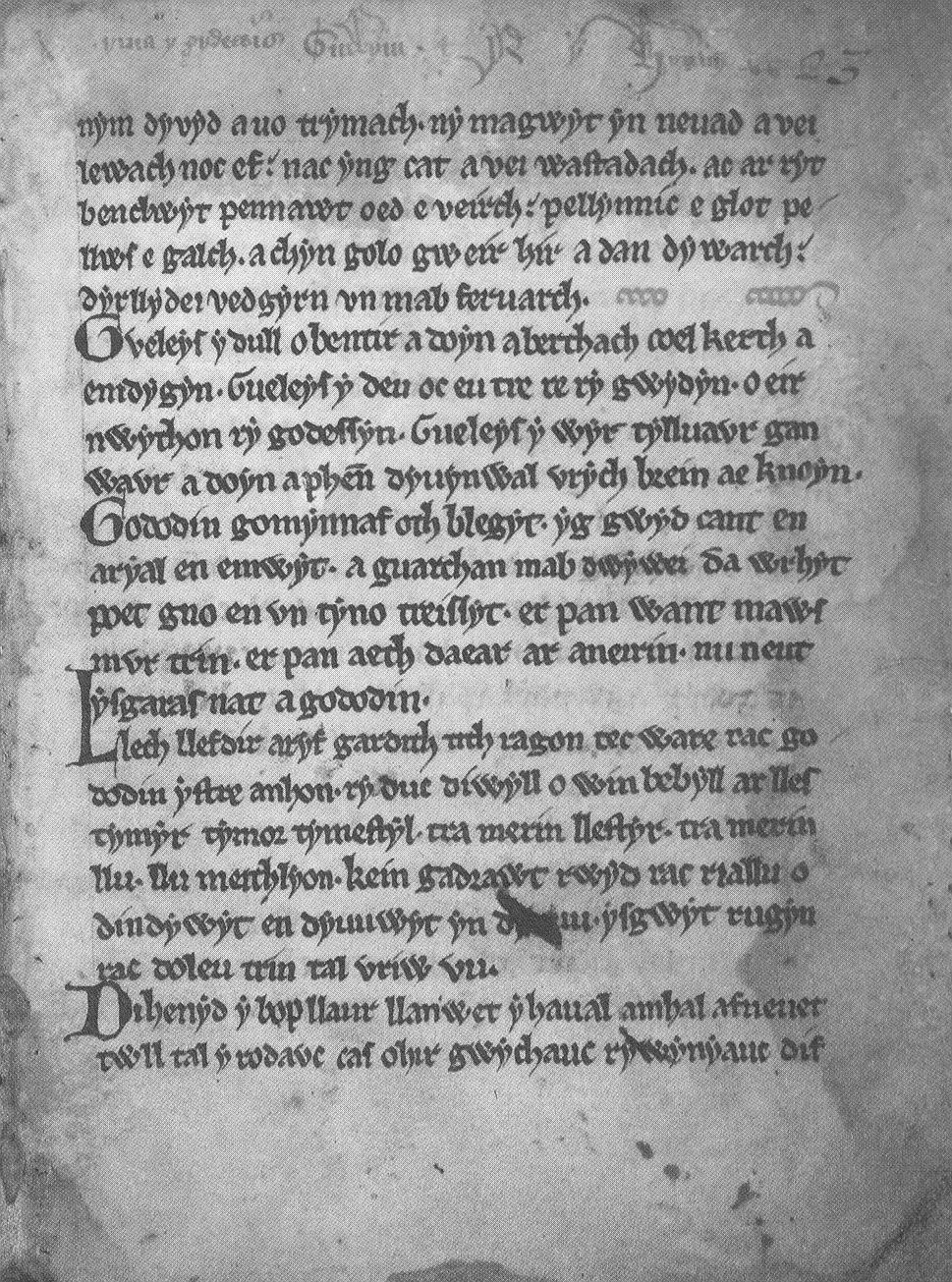
Pagina van het Boek van Aneirin. Strofe 91 t/m 95 van Y Gododdin

Het gedicht Y Gododdin wordt toegeschreven aan de 7e-eeuwse dichter Aneirin en beschrijft hoe de mannen van de Gododdin sneuvelden in de slag bij Catraeth (vermoedelijk Catterick in Yorkshire) in 600 AD. Het is geschreven in een oude vorm van het Welsh en overgeleverd in een 13e-eeuws handschrift dat bekend is als het boek van Aneirin.
Het wordt vaak genoemd als de oudste tekst waarin naar Arthur verwezen wordt.

## Moderne versie
In 1989 is deze tekst gebruikt voor een optreden van de Britse industrial band Test Dept in samenwerking met  theatergroep Brith Goff uit Wales. Met een grote hoeveelheid metalen slagwerk, het opdragen van de tekst, deels in de oorspronkelijke taal, deels in het Engels werd deze veldslag uitgebeeld.